# Sokol (oblast de Vologda)
Pour les articles homonymes, voir Sokol.
Sokol (en russe : Сокол) est une ville de l'oblast de Vologda, en Russie, et le centre administratif du raïon de Sokol. Sa population s'élevait à 37 898 habitants en 2013.

## Géographie
Sokol est arrosée par la rivière Soukhona et située à 30 km au nord de Vologda.

## Histoire
Le village de Sokolovo existe à l'emplacement de la ville actuelle depuis 1615 au moins. En 1897, une papeterie fut construite près du village et Sokolovo devint le bourg de Sokol, pour le personnel de l’usine. Sokol accéda au statut de commune urbaine en 1925 puis à celui de ville en 1932.

## Population
Recensements (*) ou estimations de la population
| 1926* | 1931   | 1939*  | 1959*  | 1970*  | 1979*  |
| ----- | ------ | ------ | ------ | ------ | ------ |
| 5 926 | 15 100 | 29 039 | 41 709 | 48 253 | 45 296 |

| 1989*  | 2002*  | 2010*  | 2012   | 2013   | 2014 |
| ------ | ------ | ------ | ------ | ------ | ---- |
| 46 604 | 43 042 | 38 452 | 38 062 | 37 898 | -    |

## Économie
L’économie de Sokol est dominée par deux papeteries :
- Sokolski Tsellioulozno-Boumajny Kombinat (ОАО Сокольский целлюлозно-бумажный комбинат) : papier, solvants organiques, etc.
- Soukhonski Tsellioulozno-Boumajny Zavod (ОАО Сухонский целлюлозно-бумажный завод) : papier, solvants organiques, papier peint, carton, etc.